# مبهل
مبهل هي قرية تقع غرب منطقة القصيم، ويمر بها طريق مكة المكرمة ويوجد بها بعض الخدمات الحكومية وسميت بمبهل لوقوع شعيب مبهل بالقرب منها.

## السكان
يبلغ عدد سكان عدد سكان مبهل 1,500 نسمة، سكانها هم السواحله من البدارين من بني عمرو من قبيلة حرب.

## الموقع الجغرافي
تقع غرب منطقة القصيم وتبعد عن الشبيكية 30 كم. وعن مدينة بريدة قرابة حوالي 194 كم، وعن محافظة الرس حوالي 110 كم.

## المناخ
المناخ قاري صحراوي، حار جاف صيفًا بارد مُمطر شتاء، وتبلغ درجة الحرارة صيفًا 45°م، وفي الشتاء تصل 3- ما دون الصفر ومتوسط سقوط المطر 145 ملم.